# Maltratada (película)
Maltratada (título original: Dangerous Intentions) es una película dramática de 1995 dirigida por Michael Toshiyuki Uno con Donna Mills y Corbin Bernsen como protagonistas principales, que trata sobre el problema del maltrato doméstico y sobre una mujer víctima de ella.

## Argumento
En Seattle, Washington, vive Beth Williamson. Ella es una mujer que es maltratada por su marido Tom.  Con el tiempo ese maltrato aumenta, algo que afecta también a la hija de ambos. Lo hace, porque la teme, ya que sabe que no es la persona que aparenta ser hacia los demás. Ella lo sabe y el teme que ella un día hable al respecto, lo que le motiva actuar así para que se quede callada. Un día ella recibe una paliza especialmente fuerte, que deja su cara llena de heridas, cuando hace algo al respecto. Ella lo denuncia, es arrestado y condenado por ello. Sin embargo él recibe por el crimen solo una condena leve a pesar de la gravedad de la agresión. 
Cuando Tim sale de la cárcel, él decide vengarse por la humillación ocurrida y por la pérdida de su imagen. También él quiere evitar, que siga hablando sobre él como es en realidad y quiere coaccionarla para que vuelva. Por ello él persigue a su mujer e hija por todos los medios disponibles con ese propósito, por lo que tienen que huir. Aun así las persigue y con el tiempo también emplea una violencia cada vez más peligrosa contra ellas. El resultado de sus actuaciones es, que, con el tiempo, todos se apartan de él, incluido sus padres, lo que destruye su imagen falsa por completo. Por ello él decide finalmente matarlas para luego suicidarse él también con la vaga esperanza de estar con ellas otra vez en el otro mundo, en la que también quiere maltratarla aún más para evitar otra vez una experiencia así. 
Beth, aprendiendo de otras experiencias de otras mujeres que viven en una casa de protección para mujeres maltratadas, donde una vez tuvo que estar, se da cuenta de lo que se avecina y decide luchar para salvar su vida y la de su hija. Consigue apoyo de unos vecinos y de la policía y, cuando Tim la encuentra para llevar a cabo su propósito, ella, con éxito, puede detenerlo y salvar a ambas de ser asesinadas. Tim es encerrado por lo que hizo, pero, como acentúa la película, el problema de la violencia doméstica en general sigue vigente y sigue siendo un problema grave que no puede ser subestimado.

## Reparto
- Donna Mills - Beth Williamson
- Corbin Bernsen - Tom Williamson
- Allison Hossack - Terri
- Sheila Larken - Nancy Boyle
- Ken Pogue - Andrew
- Anna Ferguson - Alice
- Alexandra Purvis - Laurie Williamson
- Robin Givens - Kaye Ferrar
- Andrew Wheeler - Mark Atkinson
- Patti Allen - Líder del departamento de violencia doméstica
- Roger Cross - Fiscal Melchor

## Producción
La perlícula fue rodada en Vancouver, Canadá.

## Recepción
La película fue estrenada el 3 de enero de 1995 en los Estados Unidos. Según ABC, la película es el clásico telefilm de temática social.